# Innocent in Detention
Innocent in Detention è l'unico singolo del gruppo musicale tedesco Depressive Age, è stato pubblicato nel 1992 ed è estratto dal primo album in studio First Depression .

## Tracce
1. Innocent in Detention – 6:28
2. Never Be Blind – 3:45
3. Circles Colour Red – 6:09

## Formazione
- Jan Lubitzki – voce
- Jochen Klemp – chitarra solista
- Ingo Grigoleit – chitarra ritmica
- Tim Schallenberg – basso
- Norbert Drescher – batteria